# Zadní Mostek
Zadní Mostek (německy: Hintermastig) je malá vesnice, část obce Mostek v okrese Trutnov. Nachází se asi 1,5 km na sever od Mostku. V roce 2009 zde bylo evidováno 31 adres. V roce 2001 zde trvale žilo 87 obyvatel.
Zadní Mostek leží v katastrálním území Mostek o výměře 5,94 km2.

## Historie
První písemná zmínka o obci pochází z roku 1545.

## Pamětihodnosti
- Venkovský dům čp. 4

## Další fotografie

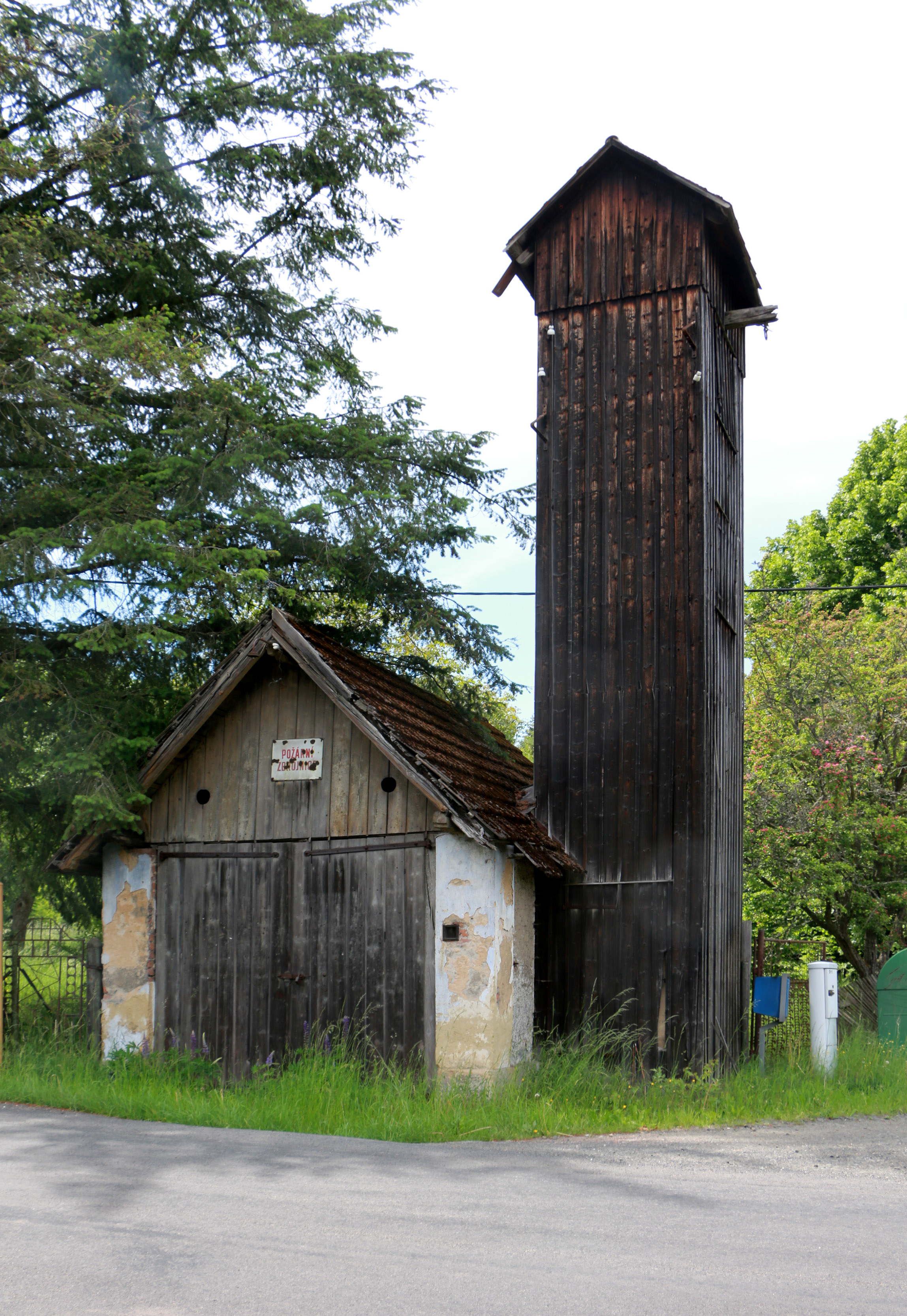
Bývalá hasičárna s věží
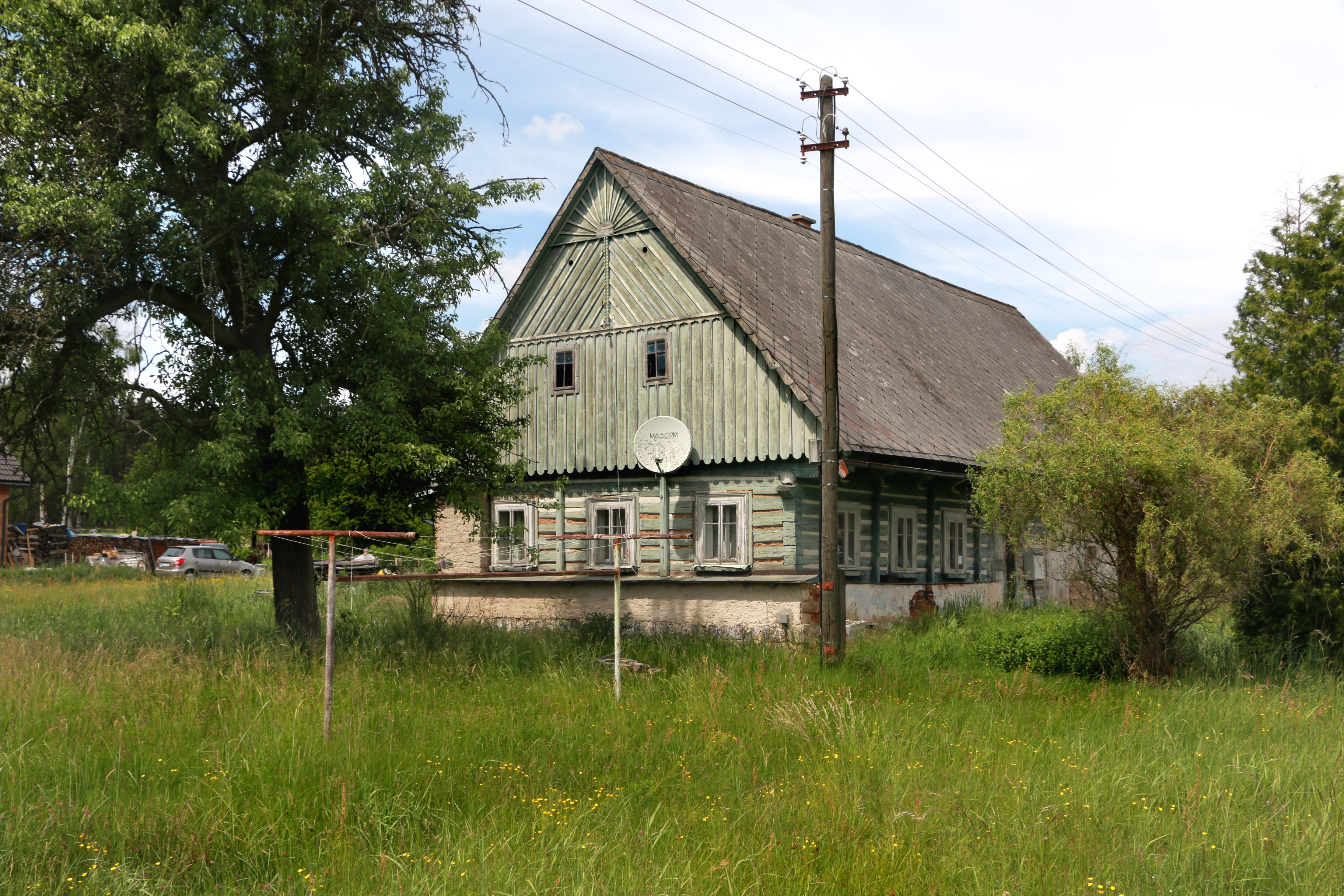
Dům čp. 24
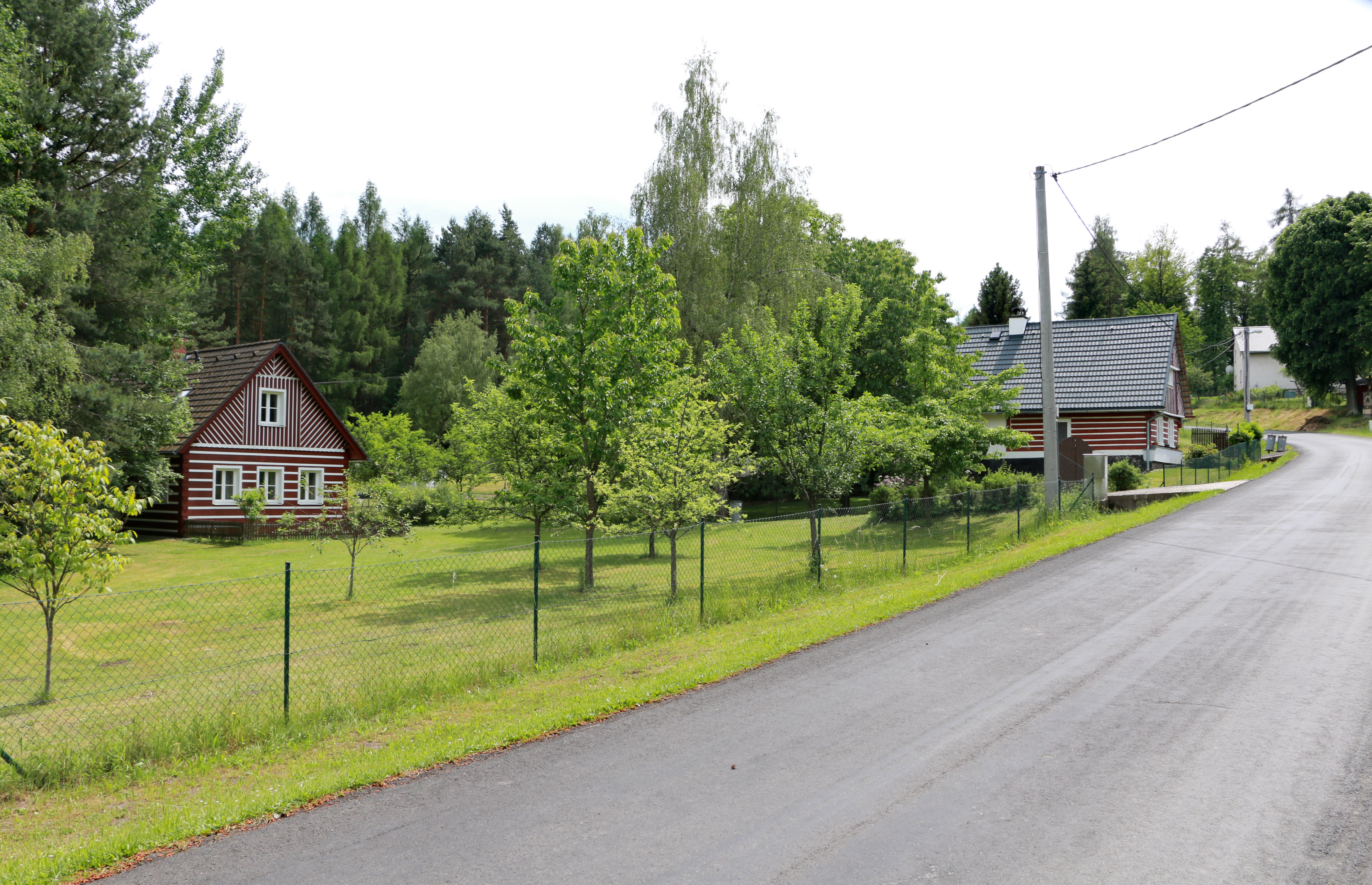
Jižní část vesnice